# 小行星7284
小行星7284（英語：7284）是一颗围绕太阳公转的小行星。1989年11月4日，Y. Oshima在静冈县发现了此天体。
这颗小行星的绝对星等为42.24666等。